# Борромео, Эдоардо
Эдоардо Борромео (итал. Edoardo Borromeo; 3 августа 1822, Милан, Ломбардо-Венецианское королевство — 30 ноября 1881, Рим, королевство Италия) — итальянский куриальный кардинал, доктор обоих прав. Папский церемониймейстер с 31 марта 1850 по 20 июня 1856. Префект Дома Его Святейшества с 20 июня 1856 по 13 марта 1868. Префект Апостольского дворца с 28 января 1869 по 10 июля 1872. Архипресвитер Ватиканской патриаршей базилики и Секретарь Конгрегации фабрики Святого Петра с 10 июля 1872 по 30 ноября 1881. Титулярный архиепископ Аданы с 19 апреля по 19 мая 1878. Камерленго Священной Коллегии Кардиналов с 28 февраля 1879 по 27 февраля 1880. Кардинал-дьякон с 13 марта 1868, с титулярной диаконией Санти-Вито-Модесто-э-Крешенция с 16 марта 1868 по 28 марта 1878. Кардинал-священник с титулом церкви Санта-Прасседе с 28 марта 1878.

## Награды
- Командор ордена Леопольда (Бельгия, 21 сентября 1855 года)